# Kal'mius
Il Kal'mius (in ucraino Кальміус?, in russo Кальмиус?) è un importante fiume ucraino che attraversa due importanti città della regione quali Donec'k e Mariupol' per poi sfociare presso quest'ultima nel mar d'Azov. 
L'area del suo bacino (insieme a quello del Severskij Donec, affluente del Don) è teatro della guerra del Donbass.